# Christian Jank

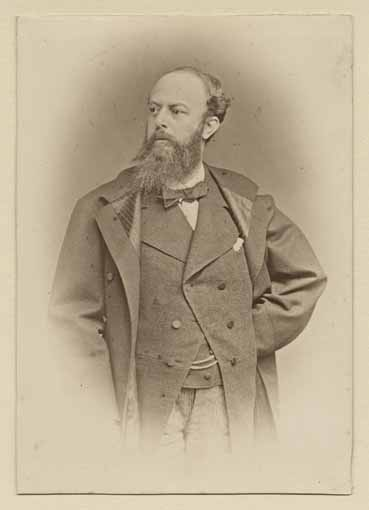
Christian Jank

Christian Jank (* 15. Juli 1833 in München; † 25. November 1888 ebenda) war ein deutscher Theater- und Bühnenmaler, der durch seine Arbeit für den bayerischen König Ludwig II. bekannt wurde.

## Leben
Jank, Sohn eines aus Norddeutschland eingewanderten Kupferschmiedemeisters, studierte ab 1848 Malerei an der Königlichen Akademie der Bildenden Künste München und arbeitete danach in München, wo er unter anderem an den Kulissen für die von Richard Wagner komponierte Oper Lohengrin beteiligt war. Seine Arbeiten weckten das Interesse des bayerischen Königs Ludwigs II., der Jank mit Entwürfen für seine durch die Opern Richard Wagners inspirierten Bauprojekte beauftragte. Auf Christian Janks historistische Entwürfe geht so das durch Eduard Riedel und Georg Dollmann ab 1869 errichtete Schloss Neuschwanstein zurück; Jank war außerdem an der Ausstattung von Schloss Linderhof beteiligt. Seine umfangreichen Entwürfe für das Schloss Falkenstein konnten nicht ausgeführt werden, das Projekt wurde nach dem Tod des Königs 1886 eingestellt.

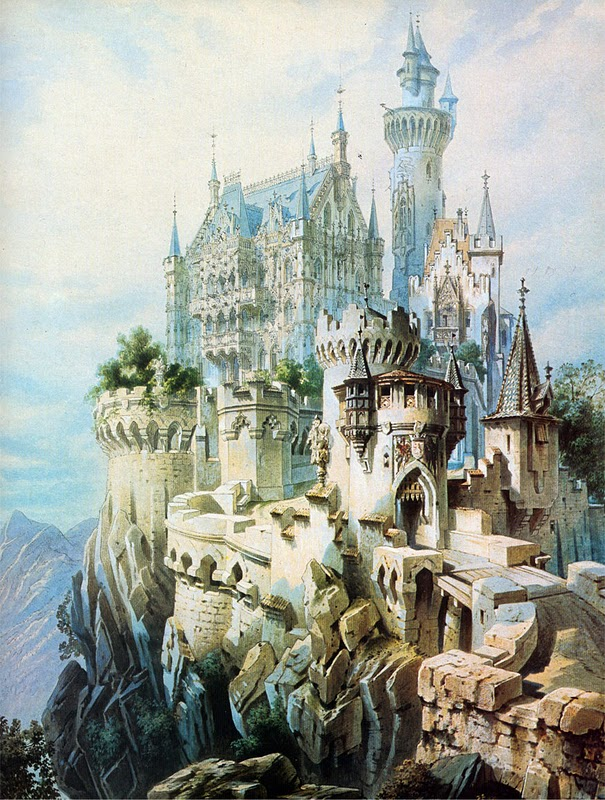
Schloss Falkenstein, Entwurf von Jank, um 1883

Er war der Vater des Tiermalers und Grafikers Angelo Jank, der wesentlich den grafischen Stil der Zeitschrift Jugend prägen sollte.